# Хранители (телесериал)
«Хранители» (англ. Watchmen) — американский драматический сериал, который является продолжением одноимённой серии комиксов 1987 года, созданной Аланом Муром и Дэйвом Гиббонсом. Создателем сериала для HBO является Деймон Линделоф, который также является сценаристом и исполнительным продюсером. Главные роли в сериале исполняют Реджина Кинг, Дон Джонсон, Тим Блейк Нельсон, Яхья Абдул-Матин II, Эндрю Ховард, Джейкоб Минг-Трент, Том Мисон, Сара Викерс, Дилан Шомбинг, Луис Госсетт-мл., Джереми Айронс, Джин Смарт и Хонг Чау.
Линделоф назвал телесериал «ремиксом» комиксов DC; хотя действие сериала разворачивается через 34 года после событий комиксов в той же альтернативной реальности, Линделоф хотел представить новых персонажей и конфликты, которые создают новую историю во вселенной «Хранителей», а не делать перезагрузку. Сериал посвящён событиям, связанным с расовой напряжённостью в Талсе, Оклахома, в 2019 году. Группа сторонников белого превосходства «Седьмая Кавалерия» объявила войну полиции из-за расовой справедливости; полицейские теперь скрывают свои личности под масками, чтобы члены «Седьмой Кавалерии» не атаковали их дома после событий «Белой ночи». Анджела Абар (Кинг), детектив, известная как Сестра Ночь, расследует убийство своего друга и начальника Джадда Кроуфорда (Джонсон) и обнаруживает ещё много секретов, касающихся ситуаций вокруг вигилантизма.
Премьера сериала, состоящего из девяти эпизодов, состоялась 20 октября 2019 года, и он завершился 15 декабря 2019 года. После окончания первого сезона Линделоф покинул пост шоураннера, заявив, что он рассказал историю, которую он хотел рассказать. Вследствие этого HBO подтвердило, что у них нет планов продлевать шоу, но все может измениться, если Линделоф изъявит желание продолжить начатое.

## Сюжет
Действие «Хранителей» происходит в альтернативной реальности через 34 года после событий комикса. Мстители в масках, которых раньше считали героями, оказались вне закона из-за насильственных методов. В 1985 году Эдриан Вайдт, ранее известный как Озимандия, устроил поддельную атаку на Нью-Йорк при помощи инопланетянина, похожего на кальмара, в результате которой погибли миллионы людей. Осознание масштабов трагедии заставило страны мира работать вместе против общей угрозы и предотвратить ядерный холокост. Действия Вайдта вызывали отвращение у его бывших союзников, и Роршах пытался рассказать миру о злодеяниях Вайдта, но был уничтожен Доктором Манхэттеном, который затем решил покинуть планету, не зная, что Роршах заранее отправил свой дневник в редакцию.
Действие сериала происходит в Талсе, Оклахома, в 2019 году. Группа сторонников белого превосходства «Седьмая Кавалерия» присвоила записки Роршаха и образ его маски, чтобы вести жестокую войну против меньшинств и полиции, которые обеспечивают социальные репарации для жертв расовой несправедливости. В канун Рождества 2016 года Кавалерия атаковала дома 40 сотрудников полиции Талсы, это события позже стало известно как «Белая ночь». Из выживших после нападения в полиции остались только двое: детектив Анджела Абар и шеф полиции Джадд Кроуфорд. По мере восстановления полицейских сил были приняты законы, которые требовали от служащих полиции не раскрывать свою профессию и носить маски во время работы для защиты личности, что позволило Мстителям в масках работать вместе с полицейскими в борьбе с Кавалерией.

## В ролях

### Основной состав
- Реджина Кинг — Анджела Абар / Сестра Ночь, детектив полиции Талсы, которая носит монашескую рясу и балаклаву. Фэйт Херман играет молодую Анджелу Абар.
- Дон Джонсон — шеф Джадд Кроуфорд, шеф полиции Талсы[a]
- Тим Блейк Нельсон — Уэйд Тиллман / Зеркало, детектив полиции Талсы, который носит отражающую маску. Фил Лэйбс играет подростка Уэйда.
- Яхья Абдул-Матин II — Кэлвин «Кэл» Абар (муж. Джелани), муж Анджелы, который оказывается формой Джонатана «Джона» Остермана / Доктора Манхэттена. Даррелл Снедегер и Зак Ротера-Оксли играют молодого Джона[4].
- Эндрю Ховард — Красный Страх, детектив-коммунист полиции Талсы, который носит преимущественно красную одежду и говорит с русским акцентом.
- Джейкоб Минг-Трент — Панда, детектив полиции Талсы, который носит маску в виде головы панды.
- Том Мисон — мистер Филлипс, серия мужских клонов, которые являются слугами Вайдта.
  - Мисон также играет Егеря, таинственного и могущественного человека, который удерживает Эдриана.
- Сара Викерс — миссис Крукшэнкс, серия женских клонов, которые являются слугами Вайдта.
- Дилан Шомбинг — Тофер Абар[5], приёмный сын Анджелы, чьи биологические родители, Дойлы, были убиты во время событий Белой ночи.
- Луис Госсетт-мл. — Уилл Ривз, дедушка Анджелы, ранее известный как Правосудие в капюшоне, первый герой в маске, который вдохновил «Ополченцев». Джован Адепо играет молодого Уилла Ривза.
- Джереми Айронс — Эдриан Вайдт, бывший бизнесмен и мститель в маске «Озимандия», «самый умный человек в мире». Он теперь живёт в качестве аристократического лорда загородного поместья[6][7].
- Джин Смарт — Лори Блейк (дев. Юспешик), бывший второй Шёлковый призрак и позже ставшая известной как Комедиантка, которая с тех пор стала агентом ФБР и членом целевой группы по борьбе с вигилантами[8].
- Хонг Чау — госпожа Чьеу, владелица Trieu Industries, корпорации, которая выкупила Veidt Enterprises после известия о его смерти и, как стало известно, дочь Вайдта путём искусственного оплодотворения[9].

### Второстепенный состав
- Джеймс Уок — Джо Кин-мл., сенатор-республиканец и предводитель Седьмой Кавалерии, который стремится стать президентом. Его отец был ответственен за закон 1977 года о запрете людей в масках.
- Фрэнсис Фишер — Джейн Кроуфорд, жена Джадда, которая является членом Седьмой Кавалерии[10].
- Джессика Камачо — Пиратка Дженни, член полиции Талсы, которая носит одежду, похожую на пиратскую
- Дастин Инграм — Дейл Пити, агент ФБР, который присоединяется к Лори в расследовании убийства в Талсе.
- Аделинн Спун — Эмма Абар, первая приёмная дочь Анджелы и Кэла.
- Лили Роуз Смит — Роузи Абар, вторая приёмная дочь Анджелы и Кэла.
- Стивен Норфлит — О. Б. Уильямс, покойный отец Уилла Ривза и прадедушка Анджелы.
- Алексис Лаудер — Рут Уильямс, покойная мать Уилла Ривза и прабабушка Анджелы.

### Приглашённые актёры
- Шайенн Джексон — актёр, играющий Правосудие в капюшоне в «Американской истории героев».
- Генри Луис Гейтс-мл. — в роли самого себя, занимающего должность министра финансов.
- Джим Бивер — Энди, дедушка Тофера.
- Ли Тергесен — мистер Тень, мститель в маске, которого выманила Лори Блейк.
- Джоли Хоанг-Раппапорт — Биан, якобы дочь госпожи Чьеу, которая на самом деле является молодым клоном матери Чьеу.
  - Элиз Дин играет мать Чьеу, оригинальную Биан.
- Майкл Империоли — в роли самого себя, в должности рекламного агента Нью-Йорка[11].
- Крис Уитли — актёр, играющий Капитана Метрополиса в «Американской истории героев».
- Пола Малкомсон — Рене, радиолог, которая является членом Седьмой Кавалерии.
- Джейк Макдорман — Нельсон Гарднер / Капитан Метрополис, один из членов-основателей «Ополченцев»
- Гленн Флешлер — Фред, расист-лавочник, который сталкивается с Уиллом.
- Даниэль Дедуайлер — Джун, жена Уилла и бабушка Анджелы, которая работает репортёром. Валери Росс играет пожилую Джун
- Энтони Хилл — Маркус Абар, отец Анджелы Абар, который был убит террористом-смертником.
- Девин Э. Тейлор — Элиз Абар, мать Анджелы Абар, которая была убита террористом-смертником.
- Тед Джонсон — Джо Кин-ст., сенатор, который принял закон Кина, отец Джо Кина-мл. и член «Циклопа».

## Эпизоды
| № | Название                                                                            | Режиссёр           | Автор сценария                    | Дата премьеры   | Произв. код | Зрители США (млн) |
| --- | ----------------------------------------------------------------------------------- | ------------------ | --------------------------------- | --------------- | ----------- | ----------------- |
| 1 | «Сейчас лето, и у нас заканчивается лёд» «It's Summer and We're Running Out of Ice» | Николь Кассель     | Деймон Линделоф                   | 20 октября 2019 | 101         | 0,799             |
| Во время расовых беспорядков в Талсе в 1921 году чернокожий мальчик теряет своих родителей, О.Б. и Рут, а затем относит девочку-сироту в безопасное место. Девяносто восемь лет спустя в 2019 году офицер полиции в маске Чарли Саттон попадает в больницу после того, как его ранит участник группировки Седьмая Кавалерия, объединяющей сторонников белого превосходства. Шеф полиции Джадд Кроуфорд призывает полицию к ответным действиям и требует найти стрелка. Узнав о произошедшем, детектив Анджела Абар выслеживает подозреваемого в своём тайном обличии (Сестра Ночь). С помощью другого детектива Уэйда Тиллмана (Зеркало) Анджела обнаруживает, что стрелок находится на ранчо. Прибыв на место, Анджела, Джадд и другие офицеры начинают перестрелку, в результате которой погибают все присутствующие члены Кавалерии, включая стрелка. Через некоторое время после перестрелки Джадд отправляется в больницу, чтобы проведать Саттона, однако его машина наезжает на ленту с шипами. Анджеле звонит незнакомец и просит приехать к деревенскому дубу. Она обнаруживает на дереве повешенного Джадда, а рядом с ним — пожилого темнокожего мужчину в инвалидной коляске. Тем временем старый лорд, живущий в загородном поместье, пишет пьесу «Сын часовщика» и празднует «годовщину» в компании двух своих слуг. |                                                                                     |                    |                                   |                 |             |                   |
| 2 | «Боевые подвиги команчей в верховой езде» «Martial Feats of Comanche Horsemanship»  | Николь Кассель     | Деймон Линделоф и Ник Кьюз        | 27 октября 2019 | 102         | 0,765             |
| Во время Первой мировой войны О.Б., солдат американской армии, кладёт в карман немецкую пропагандистскую листовку, авторы которой ставят под сомнение существование в США расового равенства. В настоящем времени Анджела приводит пожилого мужчину, которого она обнаружила под деревом, в пекарню, служащую ей убежищем. Старик говорит, что его зовут Уилл и что именно он вздёрнул шефа полиции. С помощью теста ДНК Анджела устанавливает, что Уилл является её дедушкой. Полиция задерживает в Никсонвилле нескольких подозреваемых в линчевании Джадда. Уилл предупреждает Анджелу о двуличности Джадда, однако она не верит его словам. Однако во время поминок Анджела обыскивает дом Джадда и обнаруживает в потайном шкафу балахон ку-клукс-клановца. Она безуспешно пытается выяснить у Уилла, как он узнал об этом, после чего арестовывает его. Когда она сажает старика в машину, летательный аппарат спускает сверху электромагнит и забирает машину с Уиллом, который выкидывает немецкую листовку, полученную от отца. Тем временем лорд наблюдает, как мистер Филлипс и мисс Крукшенкс исполняют его пьесу, рассказывающую о происхождении доктора Манхэттена. По ходу пьесы лорд сжигает Филлипса и называет одного из своих других слуг — клонов Филлипса и Крукшенкс — новым «мистером Филлипсом». |                                                                                     |                    |                                   |                 |             |                   |
| 3 | «Она была убита космическим мусором» «She Was Killed by Space Junk»                 | Стивен Уильямс     | Деймон Линделоф и Лила Байок      | 3 ноября 2019   | 103         | 0,648             |
| Агент ФБР Лори Блейк, входящая в опергруппу по борьбе с народными мстителями, инсценирует ограбление банка, чтобы выманить и арестовать очередного «героя». Сенатор Джозеф Кин сообщает Лори, что по его просьбе ФБР поручит ей расследование убийство бывшего шефа полиции Талсы Джадда Кроуфорда. После прибытия в Талсу Лори становится свидетельницей того, как полицейские, в том числе Красный Страх, Пиратка Дженни и Зеркало, допрашивают подозреваемых в связях с Седьмой Кавалерией. На похоронах Джадда Лори знакомится с Анджелой и её мужем. Представитель Кавалерии с поясом смертника пытается захватить сенатора Кина в заложники, но Лори хладнокровно убивает террориста. Анджела приказывает присутствующим спасаться бегством, а сама сталкивает труп преступника в могилу и закрывает гробом, чтобы уменьшить мощность взрыва. Ночью Лори разговаривает с Анджелой в склепе на кладбище и упоминает следы от колес инвалидной коляски, обнаруженные на месте линчевания Джадда, а также информирмирует, что нашла в доме Джадда потайной шкаф. Тем временем Лори использует телефонную будку, чтобы рассказывать анекдоты доктору Манхэттену, который уже 30 лет живёт на Марсе. После окончания разговора рядом с Лори с неба падает разбитая машина Анджелы. Лори поднимает взгляд вверх и начинает смеяться. Тем временем лорд загородного поместья устраивает испытание защитного костюма для клона Филлипса, которое заканчивается провалом. Он отправляется на охоту и убивает бизона, чтобы раздобыть толстую шкуру, но сталкивается с егерем, который впоследствии отправляет ему письмо с предупреждением о том, что лорд нарушил условия своего заключения и в следующий раз его ждут серьезные последствия. Лорд пишет егерю ответное письмо и подписывается как Адриан Вайдт. Он снова отправляется на охоту, но на сей раз — в костюме Озимандии. |                                                                                     |                    |                                   |                 |             |                   |
| 4 | «Не нравится моя история, напиши свою» «If You Don't Like My Story, Write Your Own» | Андрий Парекх      | Деймон Линделоф и Кристал Генри   | 10 ноября 2019  | 104         | 0,707             |
| Госпожа Чьеу выкупает у пары из Оклахомы дом c прилегающей землей, предлагая взамен их новорождённого сына, зачатого искусственным способом. Через несколько секунд после подписания контракта на их территорию падает объект из космоса. Анджела уничтожает улики, оставшиеся от Уилла, и вламывается в центр культурного наследия, чтобы получить информацию о своем семейном древе. Услышав грохот на улице, она выходит из центра, видит свою разбитую машину, а рядом с ней — Лори, которая сообщает, что автомобиль упал с неба. Анджела приносит в бункер Зеркала баночку с таблетками Уилла и костюм ку-клус-клановца из шкафа Джадда, чтобы их не нашла Лори. Анджела избавляется от инвалидной коляски Уилла и видит, что за ней наблюдает неизвестный мститель, которого она пытается задержать, но тому удается уйти от погони. Лори сообщает Анджеле, что нашла в её машине отпечатки пальцев Уилла, а также устанавливает связь между исчезновением авто и производством Чьеу в «Часах тысячелетия». Чьеу предоставляет список лиц, которые имеет доступ к летательным аппаратам и на вьетнамском говорит Анджеле, что её дедушка интересуется, забрала ли она таблетки. Вечером Уилл заявляет Чьеу, что предал Анджелу и через три дня она возненавидит его, но он не передумает и всё равно остаётся в деле. Тем временем Вайдт собирает из озера эмбрионы и выращивает новые клоны Филлипса и Крукшенкс после того, как уничтожает всех их предшественников. С их помощью Вайдт запускает в небо трупы клонов из катапульты. |                                                                                     |                    |                                   |                 |             |                   |
| 5 | «Маленький страх перед молнией» «Little Fear of Lightning»                          | Стеф Грин          | Деймон Линделоф и Карли Рэй       | 17 ноября 2019  | 105         | 0,752             |
| Уэйд страдает от ПТСР, вызванного попаданием в зону телепатического взрыва после атаки кальмара на Нью-Йорк в 1985 году. Лори устанавливает жучок на столе Уэйда и узнаёт, что Анджела спрашивала его о таблетках. Синтия, бывшая жена Уэйда, сообщает ему, что таблетки называются Ностальгия, и они запрещены законом, так как содержат воспоминания и могут приводить к психозу. Кавалерия заманивает Уэйда на склад, где они тестируют телепорт. Сенатор Джо Кин объясняет, что и он, и Джадд внедрились в Кавалерию, чтобы держать её участников под контролем. Джо хочет, чтобы Уэйд разговорил Анджелу и выяснил, причастна ли она к смерти Джадда. Сенатор также показывает ему видеосообщение Вайдта, сделанное за день до нападения 1985 года и адресованное будущему президенту Редфорду, в котором тот объясняет свой план по спасению человечества от ядерной войны. На следующий день в участке Уэйд добивается от Анджелы признания, что Джадда якобы убил её дедушка. Лори слышит это с помощью жучка и арестовывает Анджелу, которая глотает таблетки. После работы Уэйд возвращается домой, куда вскоре прибывают вооруженные члены Кавалерии. Вайдт выясняет, что его тюрьма находится на Европе (спутнике Юпитера) и выкладывает из замерзших тел своих слуг надпись «Спасите меня», чтобы она была видна со станции «Юнона». Егерь возвращает Вайдта в тюрьму и помещает под арест. |                                                                                     |                    |                                   |                 |             |                   |
| 6 | «Это необыкновенное существо» «This Extraordinary Being»                            | Стивен Уильямс     | Деймон Линделоф и Корд Джефферсон | 24 ноября 2019  | 106         | 0,620             |
| Лори пытается заставить Анджелу согласиться на промывание желудка до того, как начнёт действовать Ностальгия, однако уже слишком поздно: под воздействием таблеток Анджела погружается в воспоминания Уилла, который в 1938 году поступает на службу в полицию Нью-Йорка и узнаёт о подпольной преступной группировке «Циклопов». Уилла жестоко избивают его белые коллеги-офицеры и устраивают над ним показательный самосуд, вешая на дереве. Возвращаясь домой с удавкой на шее, Уилл надевает маску, чтобы дать отпор мужчинам, напавшим на молодую пару. На следующий день газеты называют таинственного спасителя в капюшоне героем. При поддержке своей жены Джун Уилл становится «Вершителем правосудия». Капитан Метрополис приглашает Уилла присоединиться к команде Минитменов, и у них начинается роман. Уилл обнаруживает, что «Циклоп» — это программа ку-клус-клана, базирующаяся на теории месмеризма и позволяющая при помощи проекторов загипнотизировать чернокожих в кинотеатрах, чтобы спровоцировать их убивать друга друга. Минитмены не заинтересованы в разборках между чёрными, поэтому Уилл в одиночестве нападает на склад, где располагается производство киноплёнок и убивает всех находящихся там людей. Разочаровавшись в своей миссии, Уилл расстаётся со своей семьёй, которая возвращается в Талсу. В настоящем временем Уилл использует фонарик со стробоскопом, чтобы загипнотизировать Джадда и заставить его повеситься. Анджела просыпается в доме леди Чьеу, которая помогает вывести Ностальгию из её организма. |                                                                                     |                    |                                   |                 |             |                   |
| 7 | «Почти религиозный трепет» «An Almost Religious Awe»                                | Дэвид Семел        | Стейси Осей-Куффур и Клэр Кихель  | 1 декабря 2019  | 107         | 0,779             |
| Леди Чьеу продолжает лечить Анджелу от последствий приёма Ностальгии, в результате чего её воспоминания о смерти родителей и бабушки Джун в Сайгоне (Вьетнам) смешались с воспоминаниями Уилла. Она также узнаёт, что Чьеу владеет и управляет тысячами телефонных будок, предназначенных для связи с доктором Манхэттеном, но он не слышит обращенные к нему молитвы, так как на самом деле находится не на Марсе, а Земле, в Талсе, и притворяется человеком. Узнав о плане Седьмой Кавалерии захватить и уничтожить доктора Манхэттена, чтобы затем стать им самим, Чьеу планирует активировать Часы Тысячелетия и спасти мир. Анджела покидает особняк Чьеу, спешит домой и называет своего мужа Кэла Джоном, после чего разбивает ему голову молотком и вытаскивает маленький диск в виде символа доктора Манхэттена; труп начинает светиться синим светом. Лори сообщает Джейн Кроуфорд, что её мужа Джадда убил Уилл, дедушка Анджелы, и высказывает предположение о том, что Циклопы и Седьмая Кавалерия — одна и та же организация. Лори проваливается в люк-ловушку и оказывается в штаб-квартире Кавалерии, где Джо раскрывает свой план по восстановлению в Америке статуса белого населения. Пити, напарник Лори, находит бункер Зеркала с трупами участников Кавалерии. Тем временем Егерь устраивает над Вайдтом показательный суд и признаёт его виновным. |                                                                                     |                    |                                   |                 |             |                   |
| 8 | «Бог заходит в Абар» «A God Walks Into Abar»                                        | Николь Кассель     | Джефф Дженсен и Деймон Линделоф   | 8 декабря 2019  | 108         | 0,822             |
| В 2009 году во Вьетнаме доктор Манхэттен пытается уговорить Анджелу поужинать с ним следующим вечером, так как позже они должны влюбиться друг в друга. Анджела не верит Манхэттену, но тот рассказывает о своём опыте нелинейного восприятия времени, и заявляет, что создавал жизнь на Европе с 1985 года и что в 2019 году он влюбится в неё перед тем, как его заберёт Седьмая кавалерия. Он объясняет, как завладел телом Кэла, чтобы исчезнуть из виду, и использовал созданное Вайдтом устройство, которое позволило забыть о своей истинной личности. По просьбе Вайдта Манхэттен доставил его в поместье на Европу, а также навестил в Нью-Йорке Уилла, чтобы попросить его помочь Анджеле в 2019 году. Анджела, разговаривая с Манхэттеном в 2019 году, просит его спросить Уилла в 2009 году, как он узнал о секретах Джадда, в том числе о костюме ку-клус-клановца в тайном шкафу, но понимает, что сама только что сообщила эту информацию Уиллу. Когда Кавалерия готовится к атаке, Анджела отправляется на защиту Манхэттена, который помогает ей отбиваться от противников, но знает, что последний член Кавалерии остался в живых и использует тахионную пушку, чтобы уничтожить его. В 2009 году Анджела принимает предложение Манхэттена поужинать вместе. В сцене после титров Егерь приносит находящемуся в темнице Вайдту ещё один юбилейный торт. Вайдт находит подкову, спрятанную внутри, и начинает рыть туннель для побега. |                                                                                     |                    |                                   |                 |             |                   |
| 9 | «Смотри, как они летают» «See How They Fly»                                         | Фредерик И. О. Туа | Ник Кьюз и Деймон Линделоф        | 15 декабря 2019 | 109         | 0,935             |
| Чьеу спасает своего отца Вайдта с Европы, поскольку хочет, чтобы он и Биан, клон её матери, присутствовали во время активации устройства, с помощью которого она намерена уничтожить Манхэттена и заполучить его силу. Кавалерия, действующая под командованием Циклопов, ловит Манхэттена, а Джо готовится забрать себе его силу. Лори обнаруживает, что Уэйд жив и замаскирован под члена Кавалерии. Как только Кавалерия активирует систему, Чьеу телепортирует устройство в центр Талсы и обнаруживает, что Джо превратился в жижу, после чего убивает всё руководство Циклопов. Воспользовавшись моментом, Манхэттен перед своей смертью телепортирует Вайдта, Лори и Уэйда в Карнак, где Вайдт переделывает свою систему «дождей из кальмаров» и сбрасывает замороженных кальмаров, которые разбивают вдребезги устройство Чьеу и убивают её саму. Анджела укрывается в кинотеатре, где находятся Уилл и её дети. Уилл объясняет, что заключил сделку с Манхэттеном для того, чтобы события разворачивались по предусмотренному сценарию. Лори и Уэйд намерены предать Вайдта правосудию за убийство трёх миллионов человек, используя в качестве доказательства запись видеообращения 1985 года. Дома во время уборки разбитых яиц Анджела вспоминает слова Манхэттена о возможности передачи своей силы через органическую среду. Увидев в упаковке одно целое яйцо, Анжела выпивает его и хочет попробовать пройтись по воде, как это делал Манхэттен прошлой ночью. |                                                                                     |                    |                                   |                 |             |                   |

## Производство

### Разработка
1 октября 2015 года было сообщено, что HBO вступило в предварительные переговоры со Заком Снайдером, режиссёром «Хранителей» 2009 года, о потенциальном производстве телевизионной адаптации. HBO позже подтвердило, что они намерены разработать сериал «Хранители» в ноябре 2015 года.
20 июня 2017 года HBO начало переговоры с Деймоном Линделофом, так как Снайдер больше не принимал участия в производстве. По словам Линделофа, он давно интересовался работой над «Хранителями», так как ещё подростком он читал комикс, и к нему, по крайней мере дважды, обращались, чтобы написать сценарий к комиксу, но он отклонил предложения, поскольку они появились после выхода фильма Снайдера, и он чувствовал, что не мог написать версию получше. Тем временем он разрабатывал сериал HBO «Оставленные», который выходил в эфир с 2014 по 2017 гг. «Оставленные» получил очень положительные отзывы от критиков, и это привело к тому, что Линделоф получил ещё одно предложение стать сценаристом «Хранителей», и в этот раз он согласился. Линделоф заявил, что его видение сериала является «ремиксом» комиксов. В то время как шоу является продолжением комикса, он хотел создать свою собственную историю, которая чувствовалась бы частью этой вселенной, не создавая при этом перезапуска, и дал понять, чтобы это было очевидно с первого эпизода. Он подтвердил эту идею в открытом письме фанатам, которое он опубликовал 22 мая 2018 года.
Написание сценариев к сериалу началось 19 сентября 2017 года. День спустя HBO официально дало зелёный свет на производство пилотного эпизода, а также заказало дополнительные запасные сценарии. 30 января 2018 года было объявлено, что Николь Кассель станет режиссёром и исполнительным продюсером пилота, сценарий к которому написал Линделоф. Линделоф решил, чтобы пилот начался с расовых беспорядков в Талсе в 1921 году, события, о котором он узнал после прочтения статьи из «The Atlantic» под названием «Дело о репарациях», написанной Та-Нехиси Коутсом в 2014 году. Линделоф, заинтересовавшись беспорядками, обнаружил, что информации о них очень мало, и он постарался узнать побольше. Это было примерно в то время, когда к нему снова обратились с просьбой написать сценарий для сериала «Хранители», и он чувствовал, что резня и её последствия для альтернативной реальности в нашем времени обеспечат эквивалентный фактор, которым также был «Часы Судного дня» для оригинального комикса, и он использовал расовый конфликт в качестве центрального элемента сериала. Он считал, что это также поможет большинству людей узнать о событии 1921 года, и он удостоверился, что событие будет представлено достаточно точно, включая использование воздушных атак для уничтожения района Гринвуд.
17 августа 2018 года HBO дало зелёный свет на производство первого сезона «Хранителей», премьера которого должна состояться в 2019 году. 3 сентября 2019 года было объявлено, что премьера сериала состоится 20 октября 2019 года.
В титрах шоу говорится, что сериал основан на персонажах Дэйва Гиббонса, который вместе Аланом Муром написал комикс «Хранители». Из-за ссоры с DC Comics, Мур попросил, чтобы его имя больше не ассоциировалось с каким-либо кинопроизводством его работ с того периода, в том числе с фильмом «Хранители». Линделоф пытался связаться с Муром, чтобы получить его благословение на шоу, но получил отказ.

### Кастинг
23 мая 2018 года было объявлено, что Реджина Кинг, Дон Джонсон, Тим Блейк Нельсон, Луис Госсетт-мл., Аделаида Клеменс и Эндрю Ховард присоединились к актёрскому составу пилота. Также ожидалось, что по крайней мере у одного из актёров будет потенциально повторяющаяся роль. В июне 2018 года сообщалось, что Джереми Айронс, Том Мисон, Фрэнсис Фишер, Джейкоб Минг-Трент, Яхья Абдул-Матин II и Сара Викерс также снялись в пилоте. 7 августа 2018 года было объявлено, что Дилан Шомбинг, Аделинн Спун и Лили Роуз Смит присоединились к актёрскому составу пилота. В ноябре 2018 года стало известно, что к основному актёрскому составу присоединилась Джин Смарт, и что у Джеймса Уока будет повторяющаяся роль. Также было подтверждено, что Айронс исполнит роль Эдриана Вайдта / Озимандии, и что Нельсон сыграет нового персонажа по имени Зеркало, и что Мисон и Викерс присоединились к актёрскому составу. 10 января 2019 года было объявлено, что Хонг Чау и Дастин Инграм присоединились к второстепенному актёрскому составу.

### Музыка
20 сентября 2018 года стало известно, что композиторами сериала станут Трент Резнор и Аттикус Росс. Обдумывая музыку для сериала, Линделоф рассматривал возможность использовать Резнора и Росса, так как они раньше не сочиняли музыку для телевидения. По стечению обстоятельств, когда Линделоф предложил дуэт каналу HBO, HBO сообщило, что они оба были на связи с каналом, так как они обсуждали сочинение музыки за пару дней до этого, поскольку они оба были фанатами «Хранителей». Резнор и Росс уже подготовили фрагменты музыки для пилотного эпизода ещё до съёмок, что позволило Линделофу лучше интегрировать её в пилот.
Связывая с первым сезоном, Резнор и Росс планируют отдельно выпустить три альбома музыки из шоу 4 ноября, 25 ноября и 16 декабря 2019 года.

### Съёмки
Основные съёмки пилота начались 1 июня 2018 года в Атланте, Джорджия. В течение месяца съёмки проходили в городах и посёлках возле Атланты, включая Мейкон,  Фейетвилл, Ньюнан, Пальметто, Брукс и Такер. В октябре 2018 года съёмки оставшейся части сезона начались в Джорджии. Местами съёмок в этом месяце стали Пальметто, Брукхейвен, Пичтри-Сити, Декейтер и станция метро Чембли в Чембли.